# Académie des sciences
Académie des Sciences é uma academia científica fundada por Luís XIV de França em 1666, por sugestão do ministro Jean-Baptiste Colbert, para promover a investigação científica francesa. Esta academia esteve na vanguarda dos desenvolvimentos científicos na Europa nos séculos XVII e XVIII. Fazendo actualmente parte do Institut de France, agrupa os mais eminentes cientistas e investigadores franceses, e alguns estrangeiros, num sistema de eleição por corpos académicos.

## História

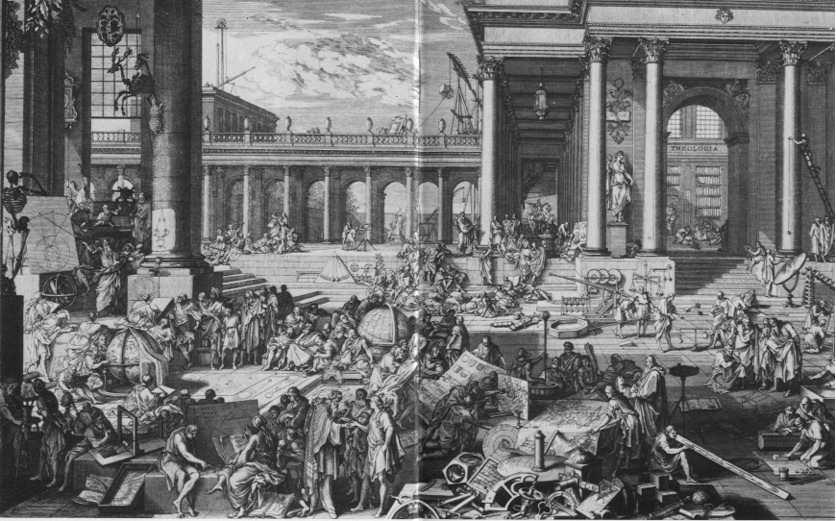
Uma descrição heróica das atividades da Academia de 1698

A Academia de Ciências remonta ao plano de Colbert de criar uma academia geral. Ele escolheu um pequeno grupo de estudiosos que se reuniu em 22 de dezembro de 1666 na biblioteca do rei, perto da atual Bibliothèque Nationals, e depois disso realizou reuniões de trabalho duas vezes por semana nas duas salas designadas ao grupo. Os primeiros 30 anos de existência da Academia foram relativamente informais, uma vez que nenhum estatuto havia sido estabelecido para a instituição. Em contraste com sua contraparte britânica, a Academia foi fundada como um órgão do governo. Em Paris, não houve muitas vagas, para preencher os cargos houve eleições tenazes. O processo de eleição foi um processo de pelo menos 6 estágios com regras e regulamentos que permitiam que os candidatos escolhidos apresentassem outros membros e que os membros atuais considerassem o adiamento de certas etapas do processo se necessário. As eleições nos primeiros dias da academia foram atividades importantes e, como tal, constituíram grande parte dos procedimentos na academia, com muitas reuniões sendo realizadas a respeito da eleição para preencher uma única vaga dentro da academia. Isso não quer dizer que a discussão dos candidatos e do processo eleitoral como um todo tenha sido relegada às reuniões. Os membros que pertenciam ao respectivo campo da vaga continuariam a discussão de candidatos potenciais para a vaga em particular. Ser eleito para a Academia não garantia necessariamente ser um membro titular, em alguns casos, alguém entraria na academia como associado ou algo correspondente antes de ser nomeado membro titular da mesma. O processo eleitoral era originalmente apenas para substituir membros de uma seção específica, por exemplo, se alguém que estudava matemática fosse removido ou renunciado ao cargo, o processo eleitoral seguinte nomeava apenas aqueles cujo foco também era matemática, a fim de preencher a vaga dessa disciplina. Isso levou a alguns períodos de tempo em que não conseguiam encontrar especialistas para áreas específicas de estudo, sendo obrigados a ter vagas nessas áreas, impossibilitados de preenchê-los com pessoas de outras disciplinas. Mas, após a reforma em 1987, a academia desistiu da prática, favorecendo o preenchimento das vagas com pessoas com novas disciplinas. Essa reforma visava não apenas diversificar ainda mais as disciplinas da academia, mas também ajudar a combater o envelhecimento interno da própria academia. Esperava-se que a Academia permanecesse apolítica e evitasse a discussão de questões religiosas e sociais.
Em 20 de janeiro de 1699, Luís XIV deu à Companhia suas primeiras regras. A Academia recebeu o nome de Académie royale des sciences e foi instalada no Louvre, em Paris. Após essa reforma, a Academia passou a publicar um volume a cada ano com informações sobre todo o trabalho realizado por seus membros e obituários para os membros falecidos. Essa reforma também codificou o método pelo qual os membros da Academia poderiam receber pensões por seu trabalho. A academia foi originalmente organizada pela reforma real hierarquicamente nos seguintes grupos: pensionistas, alunos, honorários e associados. A reforma também acrescentou novos grupos não reconhecidos anteriormente, como o Vétéran. Alguns dos limites de membros dessas funções foram expandidos e algumas funções até mesmo removidas ou combinadas ao longo da história da academia. O grupo de Honoraires estabelecido por esta reforma em 1699, cujos membros foram nomeados diretamente pelo rei, foi reconhecido até sua abolição em 1793. A associação na academia só ultrapassou 100 membros plenos oficialmente reconhecidos em 1976, 310 anos após a academia início em 1666. O aumento de membros veio com uma reorganização em grande escala em 1976. Sob essa reorganização, 130 membros residentes, 160 correspondentes e 80 associados estrangeiros puderam ser eleitos. A vaga só abre com a morte de um membro, pois eles servem para a vida. Durante as eleições, metade das vagas são reservadas para pessoas com menos de 55 anos. Isso foi criado como uma tentativa de incentivar os membros mais jovens a ingressar na academia.  A reorganização também dividiu a academia em 2 divisões. Uma divisão cobre as aplicações da matemática e ciências físicas, e a outra cobre as aplicações das ciências químicas, naturais, biológicas e médicas.
Em 8 de agosto de 1793, a Convenção Nacional aboliu todas as academias. Em 22 de agosto de 1795, foi criado um Instituto Nacional de Ciências e Artes , reunindo as antigas academias de ciências, literatura e artes, entre elas a Académie française e a Académie des sciences. Também em 1795, a Academia determinou que esses 10 títulos fossem seus ramos recém-aceitos do estudo científico:
1. Matemática
2. Mecânica
3. Astronomia
4. Física
5. Química
6. Mineralogia
7. Botânica
8. Agricultura
9. Anatomia e Zoologia
10. Medicina e cirurgia

As duas últimas seções são agrupadas, pois havia muitos bons candidatos aptos a serem eleitos para essas práticas e a competição era acirrada. Alguns indivíduos como François Magendie haviam feito avanços estelares em seus campos de estudo selecionados, o que justificava uma possível adição de novos campos. No entanto, mesmo alguém como Magendie, que fez descobertas na Fisiologia e impressionou a Academia com seus experimentos de vivissecção, não conseguiu colocar seu estudo em sua própria categoria. Apesar de Magendie ser um dos principais inovadores de seu tempo, ainda era uma batalha para ele se tornar um membro oficial da Academia, um feito que ele iria realizar mais tarde em 1821. Ele melhorou ainda mais a reverência da academia quando ele e o anatomista Charles Bell produziram a amplamente conhecida "Lei Bell-Magendie". 

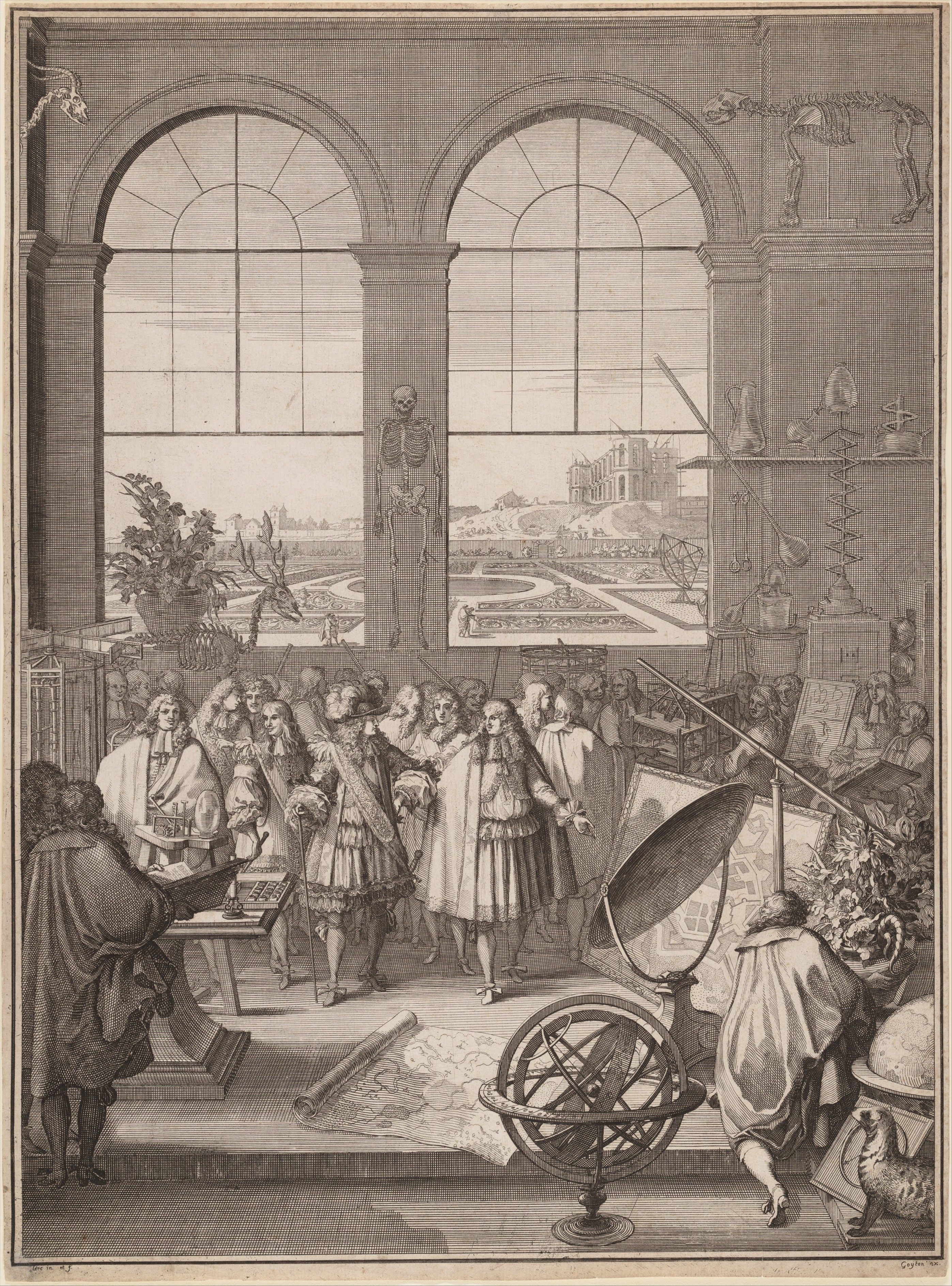
Visita de Luís XIV à Real Academia das Ciências, (Sébastien Leclerc I, França, 1671)

De 1795 até 1914, a primeira guerra mundial, a Academia Francesa de Ciências foi a organização mais prevalente da ciência francesa. Quase todos os antigos membros da anteriormente abolida Académie foram formalmente reeleitos e retomaram seus antigos assentos. Entre as exceções estava Dominique, conde de Cassini, que se recusou a sentar-se. A adesão à Academia não se restringia aos cientistas: em 1798 Napoleão Bonaparte foi eleito membro da Academia e três anos depois presidente em conexão com sua expedição egípcia , que tinha um componente científico. Em 1816, a novamente renomeada "Académie royale des sciences" tornou-se autônoma, enquanto fazia parte do Instituto da França; o chefe de Estado tornou-se seu patrono. Na Segunda República, o nome voltou a Académie des sciences. Durante este período, a Academia foi financiada e prestava contas ao Ministério da Instrução Pública. A Academia passou a controlar as leis de patentes francesas no decorrer do século XVIII, atuando como a ligação entre o conhecimento dos artesãos e o domínio público. Como resultado, os acadêmicos dominaram as atividades tecnológicas na França. Os anais da Academia foram publicados sob o nome Comptes rendus de l'Académie des Sciences (1835–1965). Trata-se  agora uma série de periódicos com sete títulos. As publicações podem ser encontradas no site da Biblioteca Nacional da França.
Em 1818, a Academia Francesa de Ciências lançou um concurso para explicar as propriedades da luz. O engenheiro civil Augustin-Jean Fresnel entrou nesta competição apresentando uma teoria ondulatória da luz. Siméon Denis Poisson, um dos membros da comissão julgadora, estudou a teoria de Fresnel em detalhes. Sendo um defensor da teoria das partículas da luz, ele procurou uma maneira de refutá-la. Poisson pensou que havia encontrado uma falha ao demonstrar que a teoria de Fresnel prevê que um ponto brilhante no eixo existiria na sombra de um obstáculo circular, onde deveria haver escuridão completa de acordo com a teoria das partículas da luz. O ponto de Poisson ou ponto de Fresnel não é facilmente observado em situações cotidianas, então era natural para Poisson interpretá-lo como um resultado absurdo e que deveria refutar a teoria de Fresnel. No entanto, o chefe do comitê, Dominique-François-Jean Arago, que aliás mais tarde se tornou primeiro-ministro da França, decidiu realizar a experiência com mais detalhes. Ele moldou um disco metálico de 2 mm em uma placa de vidro com cera. Para a surpresa de todos, ele conseguiu observar o local previsto, o que convenceu a maioria dos cientistas da natureza ondulatória da luz.
Durante três séculos, as mulheres não foram permitidas como membros da Academia. Isso significou que muitas mulheres cientistas foram excluídas, incluindo a ganhadora do Prêmio Nobel duas vezes Marie Curie, a ganhadora do Nobel Irène Joliot-Curie, a matemática Sophie Germain e muitas outras mulheres cientistas meritórias. A primeira mulher admitida como membro correspondente foi uma aluna de Curie, Marguerite Perey, em 1962.
A esmagadora maioria dos membros deixa a academia postumamente, com algumas exceções de remoções, transferências e demissões. O último membro a ser removido da academia foi em 1944. A remoção da academia foi muitas vezes por não ter um desempenho de acordo com os padrões, não ter desempenho algum, deixar o país ou por motivos políticos. Em algumas raras ocasiões, um membro foi eleito duas vezes e subsequentemente removido duas vezes. Este é o caso de Marie-Adolphe Carnot.

## Interferência do governo
O envolvimento mais direto do governo nos assuntos do instituto veio na nomeação inicial de membros em 1795. Mas como os membros nomeados constituíam apenas um terço dos membros e a maioria deles havia sido anteriormente eleita como membros das respectivas Academias sob o antigo regime, poucas objeções foram levantadas. Além disso, esses membros indicados ficaram então completamente livres para indicar os membros restantes do instituto. Os membros esperavam permanecer assim pelo resto da vida, mas ocorreu interferência em alguns casos em que o governo repentinamente encerrou a filiação por motivos políticos. A outra interferência principal veio quando o governo se recusou a aceitar o resultado das eleições da Academia. O controle das academias pelo governo ficou evidente em 1803, quando Bonaparte decidiu por uma reorganização geral. Sua principal preocupação não era a primeira classe, mas a segunda, que incluía cientistas políticos que eram potenciais críticos de seu governo. Bonaparte aboliu completamente a segunda classe e, após algumas expulsões, redistribuiu seus membros restantes, juntamente com os da terceira classe, em uma nova segunda classe voltada para a literatura e uma nova terceira classe dedicada às artes plásticas. Ainda assim, essa relação entre a Academia e o governo não era uma questão de mão única, pois os membros esperavam receber o pagamento de um honorário.

## Declínio
Embora a Academia ainda exista hoje, após a Primeira Guerra Mundial, a reputação e o status da Academia foram amplamente questionados. Um fator de declínio foi o desenvolvimento  de um modelo de meritocracia para gerontocracia, em outras palavras; uma mudança de pessoas com habilidades científicas liderando a Academia para pessoas que estavam lá há mais tempo liderando. Tornou-se conhecido como uma espécie de "hall da fama" que perdeu o controle, real e simbólico, da diversidade científica profissional na França da época. Outro fator foi que no intervalo de cinco anos, de 1909 a 1914, o financiamento para faculdades de ciências caiu consideravelmente, levando por uma crise financeira na França.

## Século XX e início do século XXI

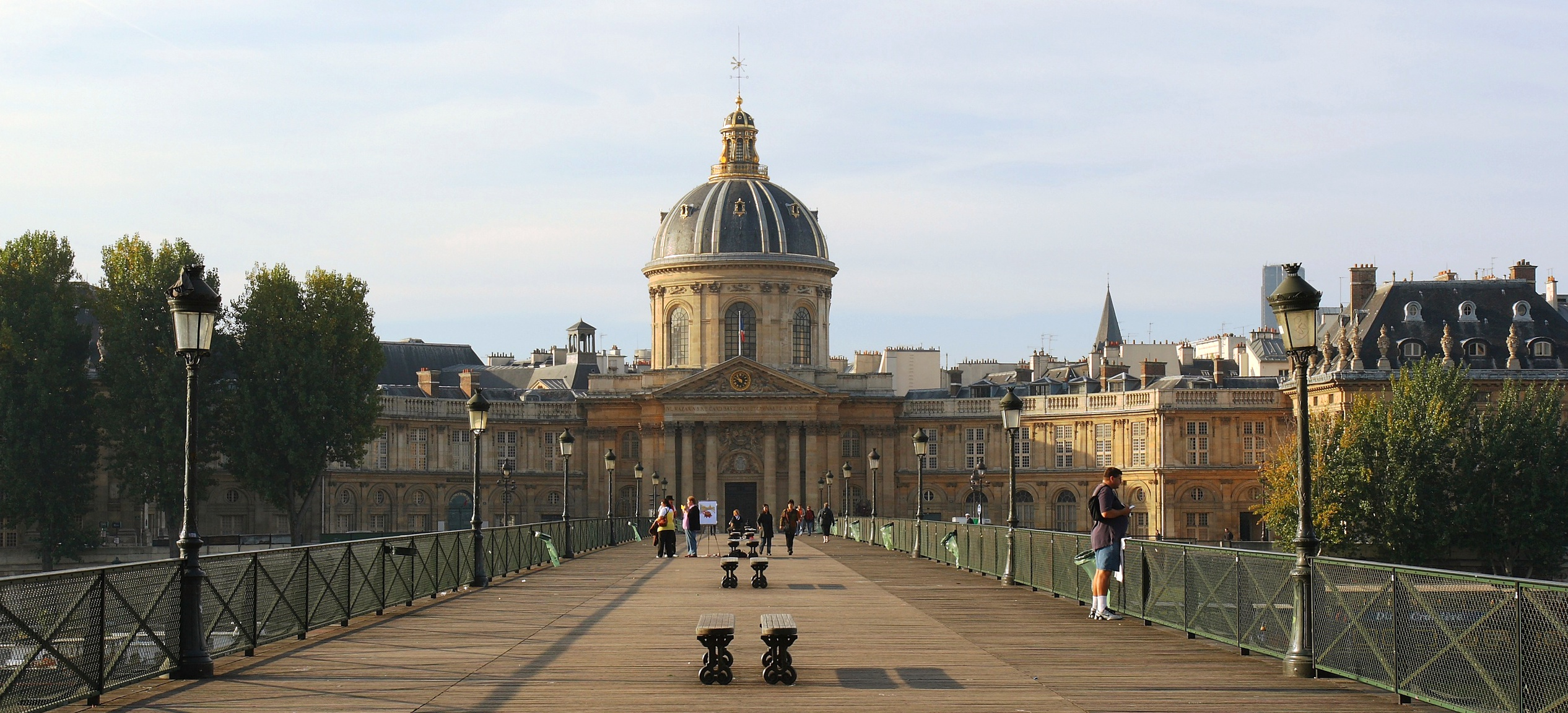
O Institut de France em Paris, onde a Academia está localizada

A Academia é uma das cinco academias que compõem o Institut de France. Seus membros são eleitos vitalícios. Atualmente são 150 membros titulares, 300 membros correspondentes e 120 associados estrangeiros. Estão divididos em dois grupos científicos: as Ciências Matemáticas e Físicas e suas aplicações e as Ciências Químicas, Biológicas, Geológicas e Médicas e suas aplicações. A Academia tem atualmente cinco missões que está a cumprir. Sendo estes o incentivo à vida científica, a promoção do ensino das ciências, a transmissão do conhecimento entre as comunidades científicas, o fomento das colaborações internacionais e a garantia de um duplo papel de competência e aconselhamento. A Academia Francesa de Ciências originalmente concentrou seus esforços de desenvolvimento na criação de um verdadeiro programa euro-africano de co-desenvolvimento a partir de 1997. Desde então, eles ampliaram seu escopo de ação para outras regiões do mundo. O comitê permanente COPED é responsável pelos projetos de desenvolvimento internacional realizados pela Academia Francesa de Ciências e seus associados. O atual presidente da COPED é Pierre Auger, o vice-presidente é Michel Delseny e o presidente honorário é François Gros. Todos são membros atuais da Academia Francesa de Ciências. A COPED organizou vários workshops ou colóquios em Paris, envolvendo representantes de academias, universidades ou centros de pesquisa africanos, abordando uma variedade de temas e desafios relacionados com o desenvolvimento africano e cobrindo um amplo espectro de campo. Especificamente, ensino superior em ciências e práticas de pesquisa em ciências básicas e aplicadas que tratam de vários aspectos relevantes para o desenvolvimento (energias renováveis, doenças infecciosas, patologias animais, recursos alimentares, acesso a água potável, agricultura, saúde urbana, etc.).